# L'Ordre moins le pouvoir

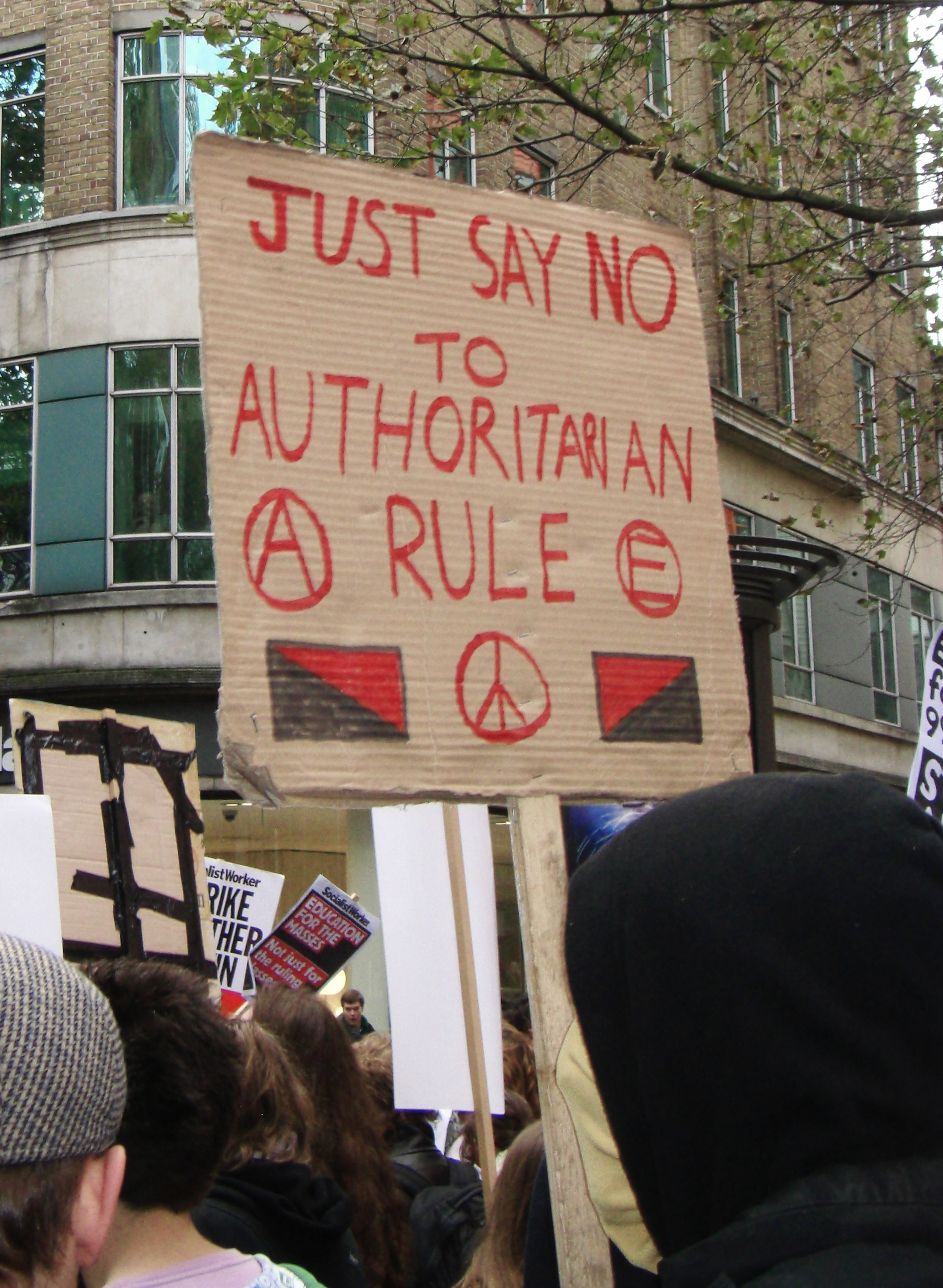
Dans une manifestation à Londres le 9 novembre 2011 : « Dites juste non au gouvernement autoritaire ».

L'Ordre moins le pouvoir. Histoire et actualité de l’anarchisme est un livre de l’intellectuel Normand Baillargeon, ex professeur des sciences de l'éducation à l'université du Québec à Montréal, essayiste et militant libertaire.

## Argument
Sylvain Boulouque sur Le Maitron, site d’histoire sociale, en parle en ces termes :

« L’objectif de l’ouvrage est de rendre accessible la pensée anarchiste, de désigner quelques grands noms de l’anarchisme et de souligner leur postérité à travers leur descendance intellectuelle et politique : Stirner, Proudhon, Bakounine et Kropotkine. L’auteur rappelle également les grandes dates de l’anarchisme : la Commune de Paris, les insurgés ukrainiens et les marins de Kronstadt en lutte contre le pouvoir total des bolcheviks, la guerre d’Espagne où les anarchistes disparurent sous les coups des franquistes et des staliniens. Laissés pour mort à Barcelone entre 1937 et 1939, les libertaires réapparaissent trente ans plus tard chez les étudiants révoltés de Mai 1968. Enfin, l’auteur présente les principaux aspects de la pensée anarchiste : syndicalisme, féminisme, éducation, etc. »

## Éditions et rééditions en français
- 2001 : première publication aux Éditions Agone avec un avant-propos de Charles Jacquier[3] dans la collection Mémoires sociales  (ISBN 2910846296)[4],[5],[6],[7],[8],[9].
- 2001 : deuxième parution aux Éditions Agone[10].
- 2004 : troisième édition chez Lux Éditeur[11],[12],[13].

- 2008 : une quatrième réédition aux Éditions Agone  (ISBN 9782748900972)[14],[15],[16],[17].

## Éditions en langues étrangères
- El orden sin el poder : ayer y hoy del anarquismo, en 2003, chez Hondarribia : Editorial Hiru[18],[19].
- Order without power : an introduction to anarchism, history and current challenges, en 2013, chez Seven Stories Press[20],[21].

## Critiques et comptes rendus
- Sylvain Boulouque, Le Maitron, site d’histoire sociale, Compte rendu de l’ouvrage L’ordre moins le pouvoir. Histoire et actualité de l’Anarchisme, CNRS, CHS, Université Paris 1, lire en ligne.
- Jean-Jacques Gandini, L’ordre moins le pouvoir. Histoire et actualité de l’anarchisme. Normand Baillargeon, in Le Monde diplomatique, juin 2001, lire en ligne.
- Miguel Chueca, L’ordre moins le pouvoir, in Réfractions revue de recherches et d'expressions anarchistes, no 7, automne 2001, lire en ligne.
- Hélène Fabre, Note de lecture : l’ordre moins le pouvoir, Émancipation - tendance intersyndicale, Petite bibliothèque syndicaliste, 11 février 2012, lire en ligne.
- Ronald Creagh, Normand Baillargeon. L’Ordre moins le pouvoir. Histoire & actualité de l’anarchisme , RA.forum, Recherches sur l’anarchisme, lire en ligne.
- Compilation sur Atheles, portail d'éditeurs et de producteurs indépendants,  Normand Baillargeon, L’Ordre moins le pouvoir (poche), lire en ligne.
- Guillaume Davranche, Lire : Baillargeon, « L’Ordre moins le pouvoir », in Alternative libertaire, avril 2009, lire en ligne.
- Christian Brouillard, L’ordre moins le pouvoir. Histoire et actualité de l’anarchisme, in À bâbord !, revue sociale et politique, no 8, février-mars 2005, lire en ligne.